# Siemens AG
A Siemens é um conglomerado industrial alemão, sendo o maior da Europa e um dos maiores do mundo. Seus principais escritórios estão localizados em Berlim, Munique e Erlangen. A empresa possui um total de 15 divisões e atua principalmente em três frentes: automação, digitalização e eletrificação.
Começou suas atividades em 12 de outubro de 1847, nos fundos de um edifício em Berlim. No início, a empresa fabricava equipamentos de telecomunicações, principalmente telégrafos, e foi diversificando sua atuação ao longo dos anos. Atualmente, a empresa está também nas áreas de material elétrico, sistemas de vigilância, softwares, infraestrutura do setor energético (painéis solares, geradores, aerogeradores, turbinas, etc.), transportes públicos (construção de trens e metrôs), equipamentos hospitalares, automação industrial, serviços financeiros, eletrodomésticos, autopeças (Siemens VDO), entre outras.
No passado, a empresa teve divisões em outras áreas, como montagem de carros (Siemens Protos), componentes eletroeletrônicos (Icotron, entre outras), softwares e hardwares (Siemens Nixdorf Informationssysteme) e telecomunicações (Nokia Siemens Networks). A Siemens também participa de várias joint ventures, principalmente na área de geração de energia e no setor de eletrodomésticos (Bosch Siemens Hausgeräte). O grupo controla ainda várias outras empresas que não levam o nome Siemens, como a fabricante de turbinas Demag Delaval.
Mundialmente, a Siemens e suas subsidiárias empregam mais de 360 000 pessoas em 190 países e sua receita foi de aproximadamente 76 bilhões de euros no ano fiscal de 2013. A Siemens está listada na Bolsa de Frankfurt desde 1897, estando também listada na Bolsa de Valores de Nova Iorque de março de 2001 a maio de 2014.

## História

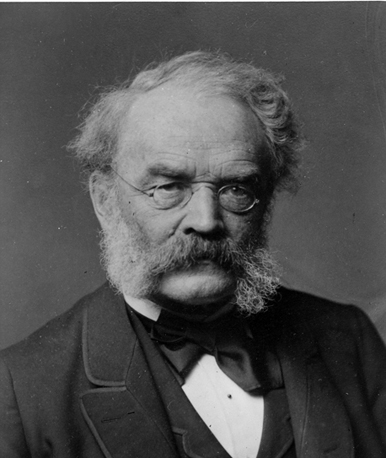
Werner von Siemens.

Em 1847, os engenheiros alemães Werner von Siemens e Johann Georg Halske fundaram a Siemens & Halske para instalar linhas telegráficas e fabricar o produto que desenvolveram no ano anterior, o telégrafo de ponteiro. Diferente do telégrafo comum, que exigia conhecimento do código Morse para ser usado, o telégrafo de Siemens e Halske tinha uma tecla distinta para cada letra, podendo ser operado por qualquer adulto alfabetizado.
Um dos primeiros contratos importantes da empresa foi firmado com o governo alemão: foi a instalação de uma linha de telégrafo para ligar as cidades de Frankfurt e Berlim, em 1848. Com 500 km, a linha era, na época, a maior da Europa. Para que parte da linha pudesse ser subterrânea, Halske criou a prensa de guta-percha, máquina que revestia os fios com material isolante. Antes disso, as linhas telegráficas eram todas suspensas.
Em 1851, a Siemens & Halske fez suas primeiras atividades fora da Alemanha: foi na Rússia, com o fornecimento de telégrafos para a linha Moscou – São Petersburgo. Dois anos depois, o governo contratou a companhia para a instalação de uma enorme linha, com mais de 10 000 km, ligando a Finlândia com a região da Crimeia. Em 1855, a Siemens & Halske também assumiu a manutenção da linha. Este e outros contratos permitiram a expansão da empresa durante a década de 1850.
Em 1858, Werner e seu irmão, Wiliam, fundaram uma empresa independente na Inglaterra, a Siemens & Halske Co. Em 1863, a empresa instala uma fábrica destinada à produção de cabos em Woolwich, próximo a Londres. Ainda na Inglaterra, os irmãos Siemens construíram um barco, o Faraday, utilizado na instalação de cabos telegráficos submarinos. Mais tarde, este mesmo barco auxiliaria na instalação da primeira linha telegráfica conectando a Europa com os Estados Unidos, feita também pela Siemens & Halske.
Em 1870, a Siemens & Halske completou seu trabalho mais famoso: a linha telegráfica indo-europeia, que ligou as cidades de Londres e Calcutá. A essa altura, a empresa já estava bem estabelecida, com várias representações em países estrangeiros. Em 1879, com a transferência da sede de Berlim para Viena, começou uma nova fase de diversificação de objetivos. No mesmo ano, Werner von Siemens inventou o gerador elétrico e apresentou a primeira ferrovia elétrica. Em 1881, a empresa instalou a primeira rede de iluminação elétrica de rua da Europa e a primeira linha de bondes do mundo.

### Século XX

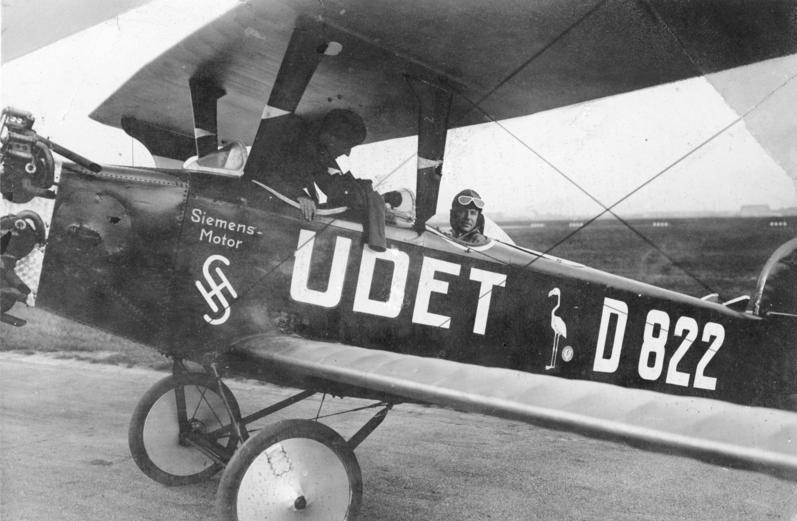
Avião produzido pela Siemens durante a Primeira Guerra Mundial.

No início do século XX, foi criada a Siemens-Schuckertwerke, dedicada à área de engenharia elétrica e telecomunicações. Em 1908, com Werner von Siemens já falecido, a Siemens-Schuckertwerke incorporou a Protos, fabricante de carros alemã. Os modelos da Protos já eram bastante requisitados pela elite europeia, mas a Siemens decidiu diversificá-los, projetando também carros de corrida. No mesmo ano da compra, um modelo de corrida da Protos venceu a Corrida Automobilística Nova York-Paris. A fabricação de carros foi encerrada na década de 1920, com a Siemens se concentrando cada vez na produção de material elétrico e de eletrodomésticos (muitos dos quais lançados sob a marca Protos).
Durante a Primeira Guerra Mundial, a Protos praticamente abandonou a produção de carros de passeio, concentrando-se na construção de veículos para o exército alemão. Nesta fase, fabricou caminhões de carga, caminhões-geradores e ambulâncias. Apesar destes contratos com o governo, a primeira Grande Guerra foi uma época de crise para todas as empresas do grupo Siemens. Os empreendimentos mais prejudicados foram os fortemente dependentes de importações, como os serviços de instalação elétrica industrial e construção de ferrovias.
O fim da guerra iniciou um curto período de recuperação. Em 1919, Carl Friedrich von Siemens, filho mais novo de Werner, assumiu o comando da empresa. Dois anos depois, a Siemens-Schuckertwerke expandia suas operações para a Ásia ao formar a joint venture Fusi Denki Seizo no Japão. Ainda na década de 1920, a empresa apresentou seu primeiro receptor de ondas de rádio (fabricado em conjunto com a Telefunken), adotou o processo de linha de montagem na fabricação de utensílios domésticos e assumiu um gigantesco projeto para instalar redes elétricas em todo o território da Irlanda, na época recentemente independente do Reino Unido. O novo ciclo de crescimento foi interrompido pela Quebra da Bolsa de 1929.
Com a deflagração da Segunda Guerra Mundial, as importações foram novamente prejudicadas e a produção regional tornou-se iminentemente necessária. Para manter os estoques, a Siemens passou a produzir eletrodos, disjuntores e transformadores em lugares onde antes apenas os instalava. No início dos anos 2000, a Siemens começou a pagar indenizações às famílias dos operários que foram utilizados em regime escravo durante a 2ª Guerra.
A guerra fez com que muitas instalações fossem destruídas e após o conflito, os ativos da empresa no exterior foram confiscados e os direitos sobre patentes foram rescindidos. Para se reerguer, a partir da década de 1950, o gerenciamento das companhias começou a ser centralizado. Antes disso, as três principais empresas do grupo – Siemens & Halske, Siemens-Schuckertwerke e Siemens-Reiniger-Werke – eram administradas separadamente.
A década de 1950 foi um período de recuperação para a empresa. Uma das primeiras providências foi a participação em um de seus maiores projetos feitos na América do Sul: a construção, em consórcio, da usina termelétrica San Nicolás, na Argentina. Na Europa, a Siemens aproveitou o grande consumo de eletrodomésticos e eletroeletrônicos – resultado do boom econômico do pós-guerra - e criou uma nova operação em 1957, a Siemens-Electrogeräte. Na década de 1960, a empresa seria fundida com a Bosch, à época uma das maiores fabricantes de eletrodomésticos da Alemanha, formando a Siemens Bosch Hausgeräte.
Em 1966, Siemens & Halske, Siemens-Schuckertwerke e Siemens-Reiniger-Werke se juntaram para formar a atual Siemens. A união das empresas abriu caminho para um grande reposicionamento no setor elétrico.
Nos anos 1970, dois grandes avanços: em 1974, a empresa lançou o Siretom, o primeiro tomógrafo cerebral do mundo, e em 1978, fabricou no Brasil cinco dos maiores geradores hidrelétricos do mundo para a usina de Itaipu.
Na metade da década de 1990, a Siemens se tornou a maior fabricante de computadores da Europa e em 1997, lança na Alemanha o primeiro telefone celular GSM com visor colorido. Um ano depois, a empresa mostrou ao mercado seu primeiro leitor de impressões digitais, dando assim seus primeiros passos na área da biometria.

### Século XXI

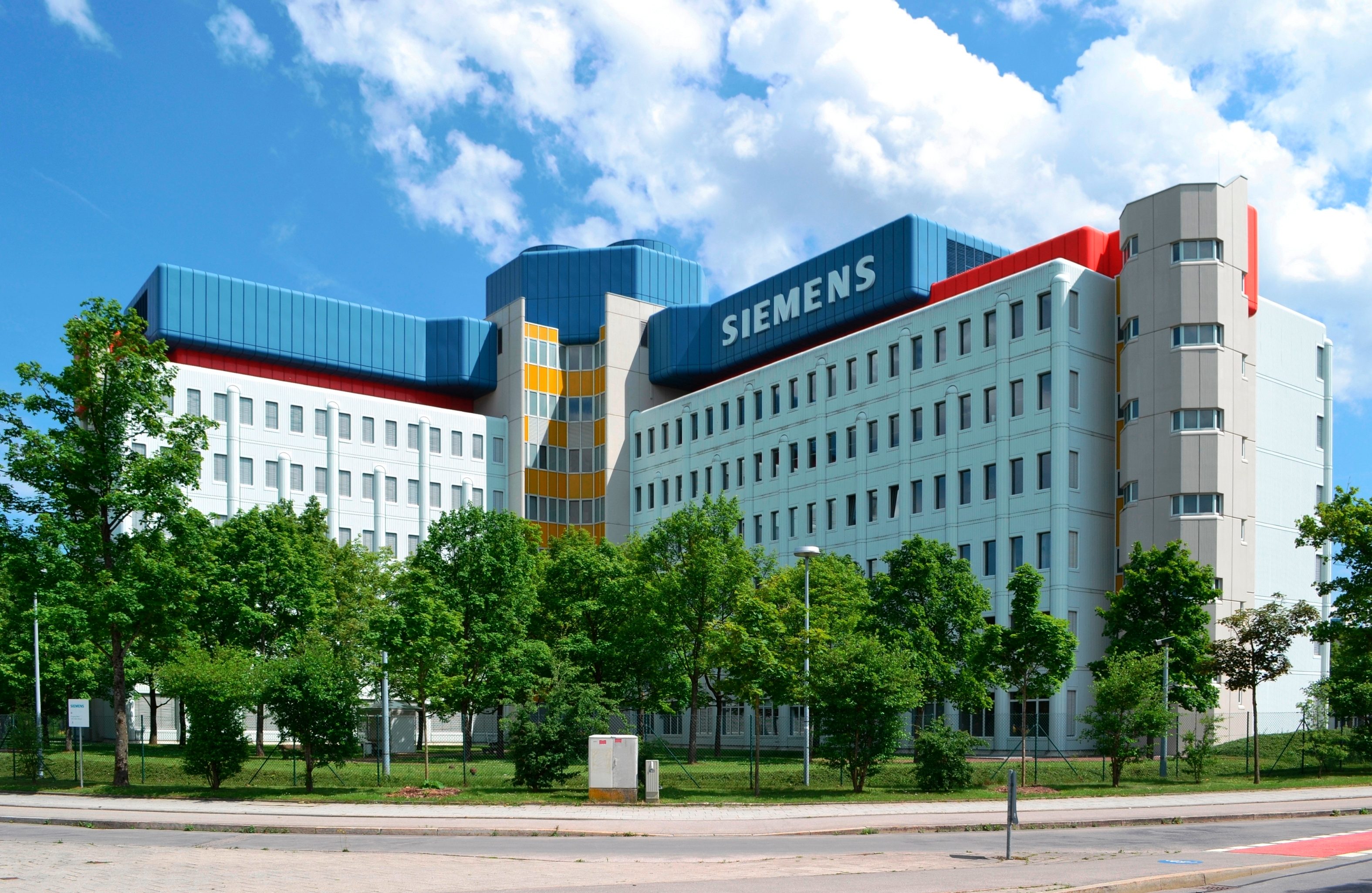
Sede Mundial da Siemens em Munique.

A partir dos anos 2000, a Siemens começou a se dedicar mais à área da sustentabilidade, principalmente no setor energético. É nesta década que surgem os primeiros grandes investimentos em energia solar e, notadamente, em energia eólica. Com o grande crescimento do setor, surgiram várias usinas de energia eólica pelo mundo, muitas delas com aerogeradores fabricados pela Siemens.

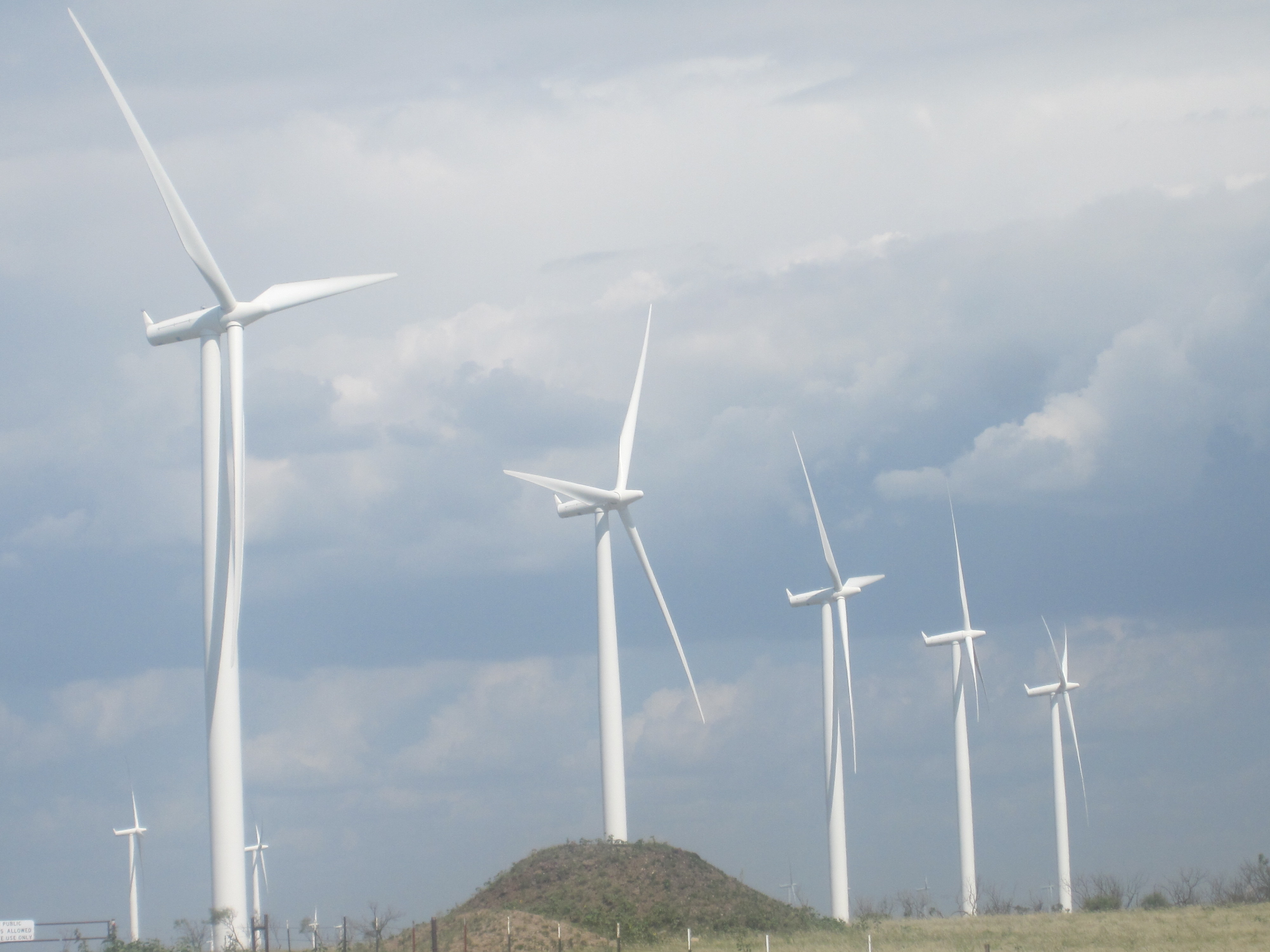
Turbinas eólicas da Siemens.

A empresa adquiriu dezenas de empresas e aumentou sua participação em setores chaves da economia, como os de energia, transportes e tecnologia. Ao mesmo tempo, sua participação em outros setores foi diminuída ou até mesmo extinta. No setor de telecomunicações, por exemplo, após ter dificuldades com o segmento de telefonia móvel (Siemens Mobile), em 2005 a Siemens fundiu suas operações no setor com a taiwanesa BenQ, formando a BenQ-Siemens. Mas a nova empresa não prosperou: menos de dois anos depois, a empresa decretou falência e encerrou suas operações em janeiro de 2007, marcando o fim da unidade de telefones celulares criada em 1984. Um mês depois, foi lançada uma joint venture entre Siemens e Nokia, a Nokia Siemens Networks, focada também no mercado de telefonia. Em 2013, a Nokia comprou os 50% da empresa de posse da Siemens, retirando a multinacional alemã da parceria e renomeando a empresa para Nokia Networks. Esta também foi a última operação da Siemens no setor de telecomunicações.
Outra área da Siemens que foi extinta foi a de energia nuclear. Foram dois os motivos da decisão: o desastre da usina de Fukushima causado pelo tsunami de 2011 no Japão e o projeto Energiewende, uma iniciativa do governo alemão de abandonar a energia nuclear, trocando-a por fontes renováveis mais limpas e seguras, como a solar e a eólica. Atualmente a empresa tem se envolvido em casos de propina em países como Brasil e Grécia.[ligação inativa]

### No Brasil
A primeira empreitada da Siemens no Brasil foi a instalação de uma linha telegráfica ligando a então capital Rio de Janeiro à província de São Pedro (atual estado do Rio Grande do Sul), em 1867. Outra linha foi estabelecida na década seguinte, ligando o Rio a Montevidéu, sendo em sua maior parte submarina. Apesar da grandiosidade deste segundo projeto, a Siemens ainda não considerava o Brasil um mercado interessante o bastante para justificar a construção de uma filial regional.

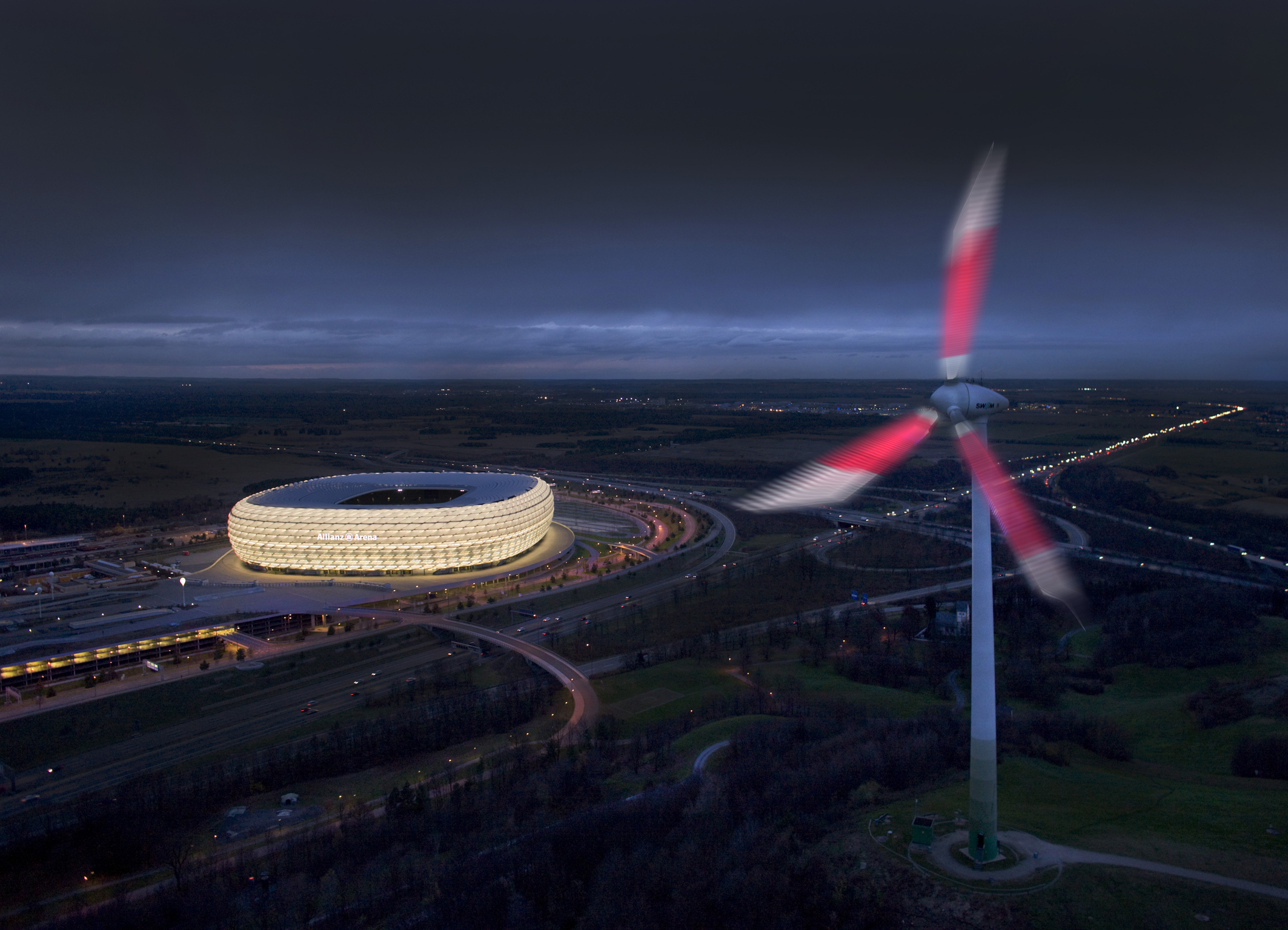

A situação só mudou em 1895, época em que tanto a eletrificação das cidades quanto a própria urbanização avançavam rapidamente. Interessada em lucrar com a demanda por infraestrutura elétrica, a empresa abriu um escritório técnico no Rio de Janeiro e começou a firmar contratos para a instalação de geradores, linhas telegráficas e de bondes. A maior parte dos contratos era firmada com o governo e paga com divisas obtidas com o lucro do primeiro ciclo da borracha. Aliás, a ampliação da rede telegráfica deu-se em parte justamente para facilitar o acompanhamento das cotações do látex. No princípio, a maior parte dos meios de produção, bem como grande parte da mão de obra, ainda era de origem estrangeira.
Em 1905 foi fundada a Companhia Brasileira de Electricidade Siemens-Schuckertwerke, a primeira multinacional eletroeletrônica a se estabelecer no Brasil. A firma foi encarregada da iluminação elétrica das ruas do Rio de Janeiro, assim como pela instalação de um sistema de alarmes de incêndio ligado ao corpo de bombeiros municipal. A empresa também instalou geradores e as primeiras linhas telefônicas do Brasil. Expandiu-se rapidamente, abrindo representações em São Paulo, Salvador, Belo Horizonte e Porto Alegre.
No Brasil, a Siemens continuava sendo uma prestadora de serviços, não uma indústria fabricante. A despeito disso, chegavam ao país vários produtos Siemens importados, como o carro Landaulet (da extinta Siemens Protos) usado pelo Barão do Rio Branco.

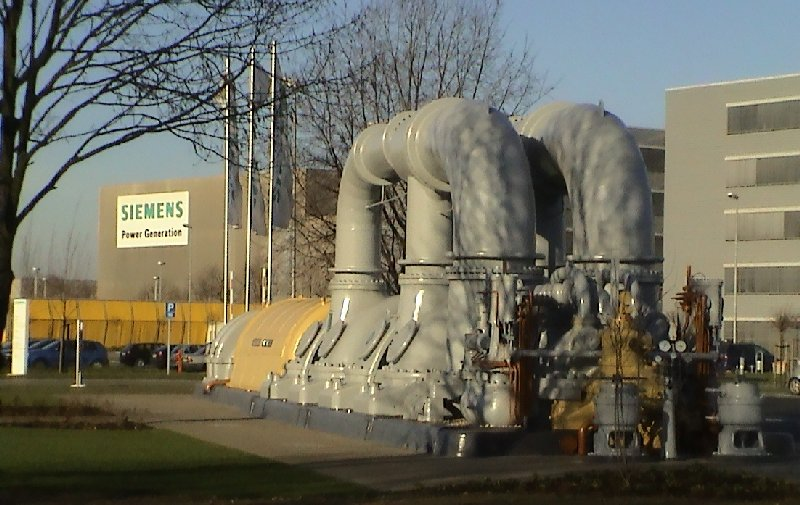

A deflagração da Primeira Guerra Mundial trouxe tempos de crise. Embora o Brasil tenha tomado parte no conflito diretamente apenas nos momentos finais, as importações foram restringidas. A Siemens fechou escritórios um após o outro e só não encerrou completamente as atividades devido ao suporte recebido das filiais inglesa, argentina e estadunidense. Finda a guerra, começou a recuperação, feita através de contratos para a eletrificação de usinas de açúcar e da indústria em geral. Em 1922, a empresa também instalou em Porto Alegre a primeira central telefônica automática da América Latina.

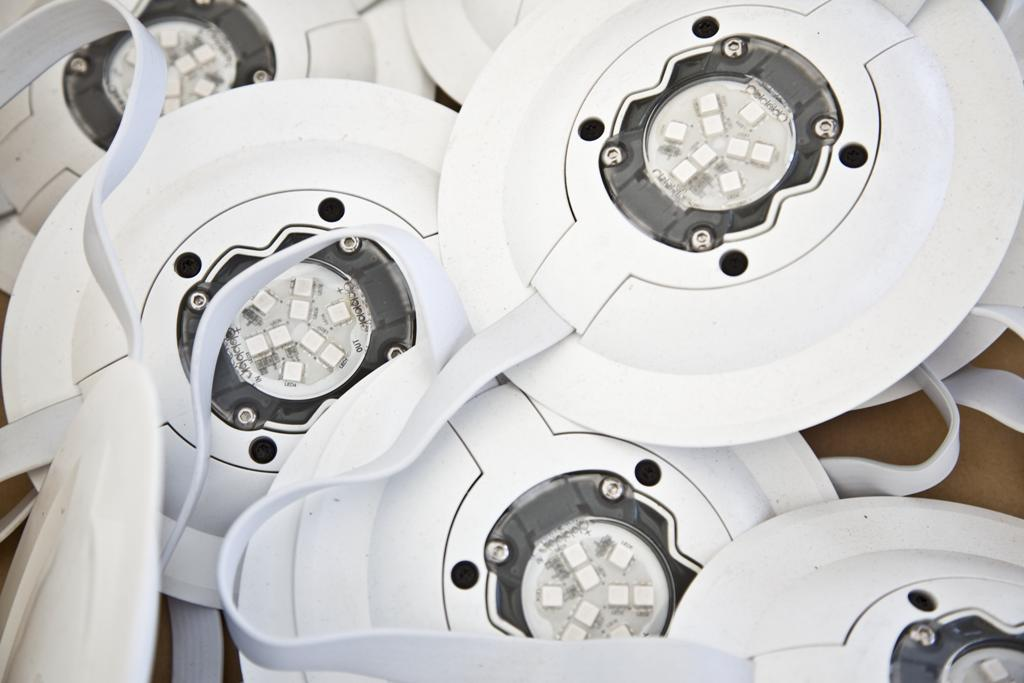

A Siemens brasileira só começou a produzir de fato em 1939, forçada pelo contexto internacional estabelecido pela Segunda Guerra Mundial. Sabendo pela experiência anterior que o conflito traria novas restrições ao material importado, a empresa começou a nacionalizar a fabricação de transformadores e disjuntores, abrindo sua primeira fábrica, em São Paulo. Mas o problema maior da empresa na época foi suas raízes germânicas. Tão logo Getúlio Vargas optou de vez por apoiar os aliados, começou um processo de intervenção contra as empresas alemãs. A Siemens foi estatizada em 1942 e fechada em 1944. Suas ações só começaram a ser reintegradas em 1946.
Os alemães também receberam de volta o controle da Casa Lohner, uma fábrica de equipamentos médicos. A serviço da Lohner, o doutor Manuel de Abreu desenvolveu o primeiro aparelho brasileiro de raios-x e inventou a abreugrafia. As reintegrações só terminaram em meados da década de 1950 e o grupo decidiu aproveitar a reinvestida para reinstalar uma filial da Osram no Brasil. Uma representação da fabricante de lâmpadas funcionara de 1922 ao início da segunda guerra. Em 1955 foi inaugurada uma fábrica em Osasco.
A Siemens continuou se expandindo comedidamente até 1964 e de forma mais frenética durante o regime militar, na esteira do Milagre Econômico. No período, abriu uma fábrica de telecomunicações no Paraná, de componentes no Rio Grande do Sul e instalou os metrôs das cidades de São Paulo e Rio de Janeiro.

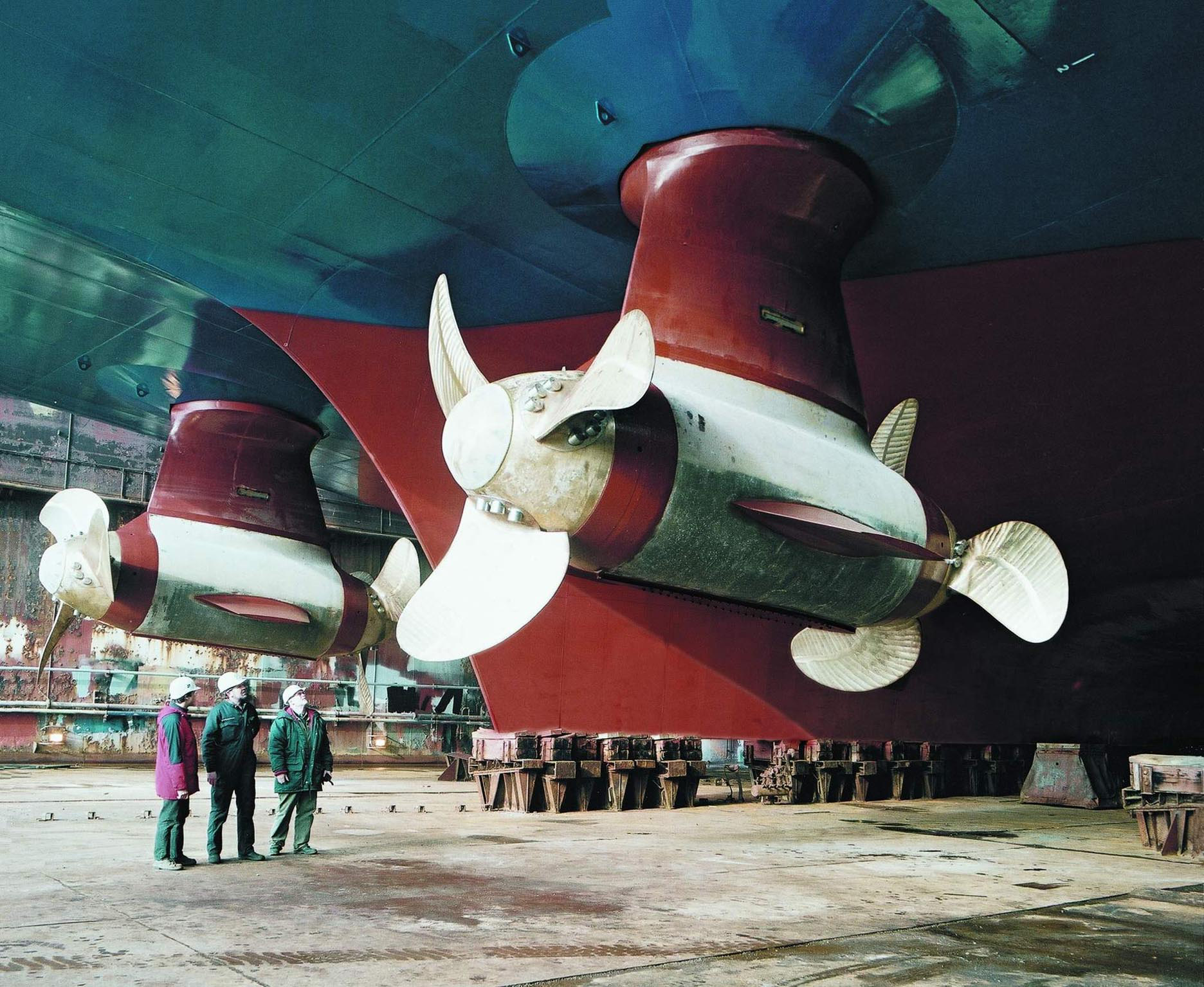

A companhia conseguiu atravessar momentos difíceis com relativa estabilidade: sua sede foi destruída no incêndio do edifício Andraus, em 1972, o que lhe acarretou a perda de quase todas as informações de logística, contratos e outros documentos importantes. Apesar disso, conseguiu abrir novas filiais e adquirir outras empresas durante toda a crise inflacionária que ocorreu entre o final da década de 1970 e o começo da década de 1990.
Hoje, a operação brasileira da Siemens é uma das maiores do mundo e compreende 10 empresas diferentes (incluindo a Chemtech e a Iriel). A empresa emprega no Brasil aproximadamente oito mil colaboradores, divididos entre 13 fábricas, sete centros de Pesquisa e Desenvolvimento e 13 escritórios regionais.

#### Cronologia no Brasil
- 1867: fornecimento e instalação da linha telegráfica entre o Rio de Janeiro e o estado do Rio Grande do Sul.
- 1874: a Siemens instala o primeiro cabo submarino da América do Sul, com aproximadamente 2500 km de comprimento entre o Rio de Janeiro e a foz do rio Chuí (Uruguai).
- 1894: a Siemens instala em Belém do Pará a primeira usina elétrica a vapor do Brasil.
- 1897: iniciadas as operações do primeiro bonde elétrico de Salvador, administrado pela Siemens até 1906.
- 1899: a Siemens se torna concessionário da Cia. Ferrocarril Vila Isabel, funda a Cia. Telefônica do Rio de Janeiro e instala o primeiro centro telefônico da então capital da República, para 8 mil linhas.
- 1905: fundação da Cia. Brazileira de Electricidade Siemens-Schuckertwerke no Rio de Janeiro, primeira multinacional eletroeletrônica a se estabelecer no Brasil.
- 1909: a Siemens instala no Theatro Municipal do Rio de Janeiro a primeira central diesel-elétrica do Brasil.
- 1922: instalação da 1ª central telefônica automática do Brasil, em Porto Alegre.
- 1936: a Siemens recebe grande encomenda na área médica, com distribuição realizada pela Casa Lohner. Em colaboração com o Dr. Manuel de Abreu (inventor da abreugrafia) é fabricado o primeiro aparelho brasileiro de raios X.
- 1939: a Siemens inaugura em São Paulo a 1ª fábrica de transformadores do Brasil.
- 1953: inauguração da 1ª central automática de Telex da América do Sul, na Diretoria de Rotas Aéreas, RJ.
- 1955: inauguração da fábrica Lapa, em São Paulo.
- 1955: entra em operação a primeira turbina a vapor do Brasil, fornecida pela Siemens à Coperbo (PE).
- 1964: constituída a Fundação Siemens do Brasil, para prestar assistência social, médica e cultural aos colaboradores da Siemens e da Icotron.
- 1967: a Siemens fabrica o primeiro transformador de força do Brasil (50 MVA-345 kV).
- 1967: a Siemens instala na fábrica da Volkswagen, em São Bernardo do Campo (SP), a primeira linha de pintura eletroforética da América Latina.
- 1975: a Siemens fornece à Chesf cinco geradores com capacidade de 456 MVA cada um, os maiores produzidos no Brasil desde então. Com esse contrato, a Siemens já participa com cerca de 25% de toda eletricidade produzida no País.
- 1975: a Siemens participa da construção do metrô de São Paulo.
- 1975: inaugurada em Jundiaí (SP) a nova fábrica de transformadores da Siemens.
- 1977: a Siemens fornece o primeiro tomógrafo
- 1983: fabricação do 1º gerador para a Usina Hidrelétrica de Itaipu, com potência de 823,6 MVA.
- 1984: início da fabricação das centrais de comutação pública EWSD na fábrica de Curitiba.
- 1989: a Siemens recebe o primeiro certificado ISO 9000 do Brasil.
- 1993: inauguração da fábrica em Manaus.
- 1995: a Siemens no Brasil passa a ser centro de competência mundial para a fabricação de hidro-geradores.
- 1997: a área de telefonia fixa é definida como centro de competência regional para fabricação de sistemas de comutação eletrônica digital Siemens (EWSD).
- 1998: a unidade de Telecomunicações recebe o Prêmio Nacional da Qualidade.
- 1999: iniciadas as operações da maior central de cogeração do País, a termoelétrica CTE 2 da CSN, em regime turnkey (240 MW). Fornece 10 trens de 4 carros da série 3000, para a Companhia Paulista de Trens Metropolitanos (CPTM), e 5 Trens da Serie 4400 modernizado para a Companhia Paulista de Trens Metropolitanos (CPTM).
- 2000: iniciadas as operações da usina nuclear de Angra II, sob responsabilidade da Siemens. Com 1.325 MW de capacidade, fornecendo o equivalente a 30% da energia consumida do Rio de Janeiro.
- 2001: entrada da Siemens no mercado de telefonia móvel com o fornecimento de infraestrutura e celulares GSM. Inclusão da Chemtech Serviços de Engenharia e Software no grupo Siemens.
- 2002: na fábrica Nova Anchieta da Volkswagen, a Siemens atua em todas as etapas do projeto da linha de produção do Polo, desde a engenharia até as soluções de automação.
- 2003: a fábrica de Curitiba passa a ser centro mundial de competência para fabricação de equipamentos de telecomunicações para o mercado corporativo.
- 2004: a Siemens instala a linha de transmissão Taquaruçu-Assis-Sumaré (SP), com três subestações, extensão de 510 km e tensão de 440 kV.
- 2005: a Siemens celebra 100 anos de presença no Brasil. Inauguração da localidade Abiurana em Manaus, concentrando as atividades da divisão Automation and Drives. Os equipamentos e sistemas da empresa respondem por 50% das telecomunicações do País.
- 2007: a Siemens inaugura a maior planta integrada de equipamentos para energia da América do Sul, em Jundiaí.
- 2009: criação do primeiro centro de modernização e montagem de trens da Siemens na América Latina, em Cabreúva-SP.
- 2012: instalação de fábrica de equipamentos de diagnóstico por imagem em Joinville-SC.
- 2013: edifício-sede da Siemens em São Paulo conquista a certificação LEED (Leadership in Energy and Environmental Design), emitida pelo U.S. Green Building Council, na categoria Ouro.
- 2013: após alguns anos de redução, fábrica de Curitiba-PR é finalmente fechada.
- 2014: início da produção de equipamentos de ultrassom na fábrica de Joinville-SC.
- 2014: a revista Você S/A elege a Siemens como uma das 35 melhores empresas para iniciar a carreira profissional.